# Сульфатіазол
Сульфатіазол — це синтетична сіркоорганічна сполука, яка використовується як сульфаніламідний препарат короткої дії.
Сульфатіазол існує в різних формах (поліморфах). Домінує іміновий таутомер, принаймні, у твердому стані. У цьому таутомері протон знаходиться на атомі азоту тіазольного кільця.

## Основні фізико-хімічні властивості
Білий, або ледь жовтий кристалічний порошок, нерозчинний у воді,етері, дихлорметані, малорозчинний в етанолі. Розчиняється в розведених розчинах лугів і розведених неорганічних кислотах. Плавиться при температурі 200—203 °С(форма 2),175-189°С.
При нагріванні виділяє токсичний азот(може викликати азотний наркоз) та оксиди сульфуру.
ЯМР спектр зображений нижче.Інфрачервоний спектр також зображений нижче.

## Застосування
Сполука застосовується як ксенобіотик,лікарський алерген,протимікробний засіб. Також сульфатіазол є сильним забруднювачем довкілля. 

### Антимікробний засіб
Раніше це був звичайний пероральний і місцевий антимікробний засіб, допоки не були винайдені менш токсичні альтернативи. Його зрідка використовують, іноді в комбінації з сульфабензамідом (також відомий як сульфабензид) та сульфацетамідом (також відомий як ацетосульфамін).
Сполука є доволі ефективною проти різних видів грам-позитивних та грам-негативних патогенних мікроорганізмів. Не застосовується у цих цілях на людях з 2022 року,тільки на коровах.
Добре всмоктується у шлунково-кишковому тракті. Приблизно 70-90% пероральної дози, що всмоктується, всмоктується з тонкого кишечнику.

Управління з продовольства і медикаментів США заборонила використання всіх медикаментів,окрім тих, що використовуються вагінально,у складі яких є сульфатіазол. Ефективність таких препаратів доведена не була.

## Механізм діїї
Сульфаніламіди зазвичай мають бактеріостатичну дію. Сульфаніламіди перешкоджають утилізації 4-амінобензойної кислоти (ПАБК або П-амінобензойна кислота) у біосинтезі кофакторів тетрагідрофолієвої кислоти (відновленої форми фолієвої кислоти) у чутливих бактерій. Сульфаніламіди є структурними аналогами ПАБК і, як виявилося, перешкоджають утилізації ПАБК шляхом конкурентного пригнічення ферменту дигідроптероатсинтази, який каталізує утворення дигідроптероєвої кислоти (попередника тетрагідрофолієвої кислоти) з ПАБК і птеридину; однак, можуть бути задіяні й інші механізми, що впливають на біосинтетичний шлях. Сульфаніламіди пригнічують не лише мікроорганізми, які синтезують власну фолієву кислоту, на клітини тварин і бактерії вони також впливають. Антибактеріальна активність сульфаніламідів знижується в присутності крові або гнійного ексудату.
Додавання структурних аналогів ПАБК, зокрема, сульфаніламідних препаратів гальмує ріст бактерій. Заміна ПАБК на сульфаніламід (антивітаміни) у фолієвої кислоти призводить до утворення псевдоферментів, що порушує процеси біосинтезу нуклеїнових кислот і сприяє появі антимікробної дії сульфаніламідних препаратів. При нестачі фолієвої кислоти порушуються кровотворні процеси — еритро-, лейко- та тромбопоез. Виникають розлади функцій внутрішніх органів, спостерігаються зміни слизових оболонок; у дітей — гіпотрофія, відставання у мові. При цьому розвиваються різні види злоякісних анемій — макроцитарної, спру, Аддісона — Бірмера.

## Показання
- усі види шкірних опіків (включно з радіаційними), усіх ступенів
- пролежні, трофічні виразки гомілки
- пневмонія
- менінгіт
- стафілококовий та стрептококовий сепсис[4]

## Протипоказання
Підвищена чутливість до сульфатіазолу, до інших сульфаніламідів, або до допоміжних речовин. Жінкам, які годують грудьми; недоношеним новонародженим та немовлятам віком до двох місяців через ризик жовтяниці; хворим із вродженим дефіцитом глюкозо-6-фосфатдегідрогенази через ризик гемолітичної анемії. З обережністю застосовують у пацієнтів із захворюваннями нирок та/чи печінки.

## Побічна дія
При тривалому застосуванні існує ризик виникнення загальних побічних реакцій сульфаніламідів, у тому числі ураження нирок, або печінки(дуже рідко,але трапляється), агранулоцитоз, геморагічний діатез, апластична та гемолітична анемія, лейкопенія, дерматологічні реакції та гіперчутливість, наприклад синдром Стівенса-Джонсона, токсичний епідермальний некроліз,ексфоліативний дерматит, kernicterus.Також може виникнути висока температура, сильний головний біль, стоматит, кон'юнктивіт, риніт, уретрит і баланіт. Можливий також розвиток астми, але зафіксовано мало випадків, та й ті у медичних співробітників, які довго знаходились поряд з припаратом.

## Синоніми
- 4-аміно-N-2-тіазолил бензенсульфонамід
- альфадол
- сульфазол натрію
- N(1)-2-тіазолилсульфаніламід
- норсульфазол[3][14]
- Triple Sulfa(?)
- Gyne-Sulf(?)
- мононатрієва сіль[3][14]

Єдиними дозволеним ЛЗ є сіль срібла (сульфатіазол срібла) — сульфатіазол срібла з ТН Аргосульфан®, випускається у формі крему тільки для зовнішнього застосування канадською компанією Bausch Health Companies Inc.

## Умови зберігання
Оскільки ця сполука виявляює сильні основні властивості та швидко деградує, вона реагує навіть на світло - повільно темніє. Як наслідок, для безпечного зберігання сульфатіазол має бути поміщений в стійкий до світла контейнер.

## Утилізація
Перед тим, як здійснювати захоронення залишків відходів (у тому числі осаду) на землі, слід проконсультуватися з природоохоронними органами для отримання рекомендацій щодо прийнятних методів захоронення.

## Препарат в Україні
20.09.2011 Верховною Радою України був прийнятий закон про тимчасову заборону використання сульфатіазол натрію гексагідрату для виробництва. Якщо сполуку було виявлено, то її конфісковували. Людина,яка зберігала препарат отримувала покарання згідно чинного законодавства України.

## Ветеринарія
Комбінований препарат Бровасептол, в складі якого є сульфатіазол натрію

## Надання першої медичної допомоги при контакті

### При потраплянні у очі[14]
Перевірте потерпілого на наявність контактних лінз, і зніміть їх, якщо вони є. Промийте очі водою або звичайним фізіологічним розчином протягом 20-30 хвилин, одночасно телефонуйте до лікарні або токсикологічного центру. Не закапуйте в очі потерпілого будь-які мазі, олії або ліки без спеціальних інструкцій лікаря. При появі симптомів (таких як почервоніння або подразнення) негайно доставте потерпілого до лікарні.

### При потраплянні на шкіру[14]
Негайно залийте уражені ділянки шкіри водою, знявши та ізолювавши весь забруднений одяг. Ретельно вимийте всі уражені ділянки шкіри водою з милом. Не намазуйте на пошкоджену ділянку мазі, масла, олії та будь-які ліки без спеціальних інструкцій лікаря. При появі таких симптомів, як почервоніння або подразнення, НЕГАЙНО викличте лікаря і будьте готові доставити потерпілого в лікарню для лікування.

### При вдиханні[14]
НЕГАЙНО покиньте забруднену зону та глибоко вдихайте свіже повітря. При появі симптомів (таких як хрипи, кашель, задишка, печіння в роті, горлі або грудях) викличте лікаря і будьте готові доставити потерпілого в лікарню. Забезпечте належний захист органів дихання рятувальникам, які потрапляють у невідому атмосферу. За можливості, слід використовувати автономний дихальний апарат (SCBA); якщо він недоступний, використовуйте альтернативні рівні захисту.

### При оральному контакті з подальшим проковтуванням[14]
НЕ НАМАГАЙТЕСЬ ВИКЛИКАТИ БЛЮВАННЯ. Якщо потерпілий притомний і не б'ється в конвульсіях, дайте йому 1-2 склянки води, щоб розбавити хімікат, і НЕГАЙНО викличте лікарню або токсикологічний центр.В такому випадку виклик лікарів є обов'язковим! Будьте готові транспортувати потерпілого до лікарні. Якщо у потерпілого судоми або він непритомний, не давайте нічого через рот, переконайтеся, що дихальні шляхи потерпілого відкриті, і покладіть його на бік так, щоб голова була нижче тулуба. 

## У суспільстві
- У фільмі Отто Премінгера "Вихід" 1960 року американська медсестра Кітті Фремонт розповідає доктору Оденхаймеру, що сульфатіазол є лікуванням імпетиго. Доктор Оденхаймер каже їй, що сульфатіазолу немає на кораблі; просочування уражень і вплив сонячних променів «також є лікуванням».
- 1963: Сульфатіазол згадується в романі Курта Воннегута «Колиска для кота» та «Новий словник» і кількох його оповіданнях.
- 1964: У романі Томаса Хеггена "Містер Робертс" згадується використання сульфатіазолу для лікування гонореї.
- 1978: роман Джона Ірвінга "Світ згідно з Гарпом" у главі 1, де мати Гарпа бачить, як його роздають солдатам Другої світової війни.
- 1988: У фільмі «Мертва спека» згадується хімічна речовина як наркотик, який використовується для реанімації мертвих тіл.
- 2003: DSO Ф. Спенсера Чепмена у своїх мемуарах Другої світової війни «Джунглі нейтральні» посилається на особисте використання сульфатіазолу (M.&B.) у джунглях Малайї у травні 1942 року. Він вважає, що використання препарату запобігло смертельним результатам гарячки та пневмонії у важких умовах під час партизанських дій, проведених Комуністичною партією Малайії проти японських окупаційних військ.[20]